# Тарусская улица (Москва)
Тару́сская улица (название с 11 октября 1978 года) — улица в Юго-Западном административном округе города Москвы на территории района Ясенево. Названа в 1978 году по городу Таруса Калужской области в связи с расположением на юго-западе Москвы. Проходит между Литовским бульваром и Голубинской улицей, пересекает Новоясеневский проспект (на пересечении — площадь Кима Филби). Длина — 1,7 км. Бывший проектируемый проезд № 5250 (правый).

## Примечательные здания и сооружения
- № 4 — жилой дом. Здесь жил литературовед и редактор Л. А. Шубин[3].

## Транспорт
На Тарусской улице организовано одностороннее движение автомобилей (включая наземный общественный транспорт) в сторону Голубинской улицы. Для проезда в обратном направлении можно воспользоваться соседней Ясногорской улицей. На пересечении улицы с Новоясеневским проспектом расположена станция метро «Ясенево».
По улице проходят автобусы:
- от Литовского бульвара до Голубинской улицы — т85;
- от Литовского бульвара до Новоясеневского проспекта — 261, 769, с14, с977;
- от Новоясеневского проспекта до Голубинской улицы — 262, 642.